# Hafenlohr

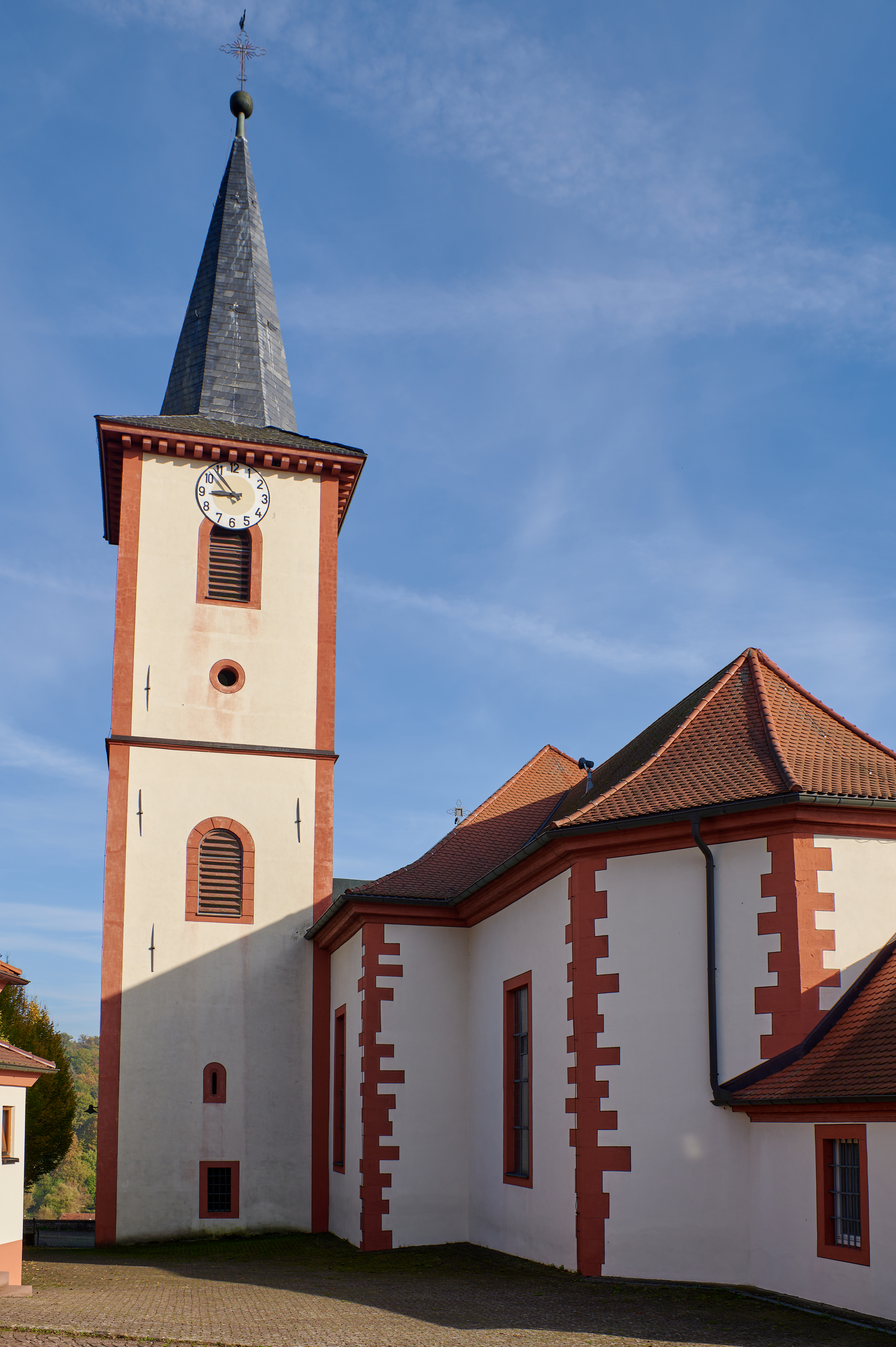
Kirche St. Jakobus der Ältere in Hafenlohr

Hafenlohr ist eine Gemeinde im unterfränkischen Landkreis Main-Spessart (Bayern).

## Geografie

### Geografische Lage
Der Ort Hafenlohr liegt in der Region Würzburg, etwa 3 km nördlich von Marktheidenfeld. Der topographisch höchste Punkt der Gemeinde befindet sich mit 319 m ü. NN (Lage) nördlich vom Forsthaus Fürstenbrücke, der niedrigste liegt im Main auf 142 m ü. NN (Lage).

### Gemeindegliederung
Es gibt acht Gemeindeteile (in Klammern jeweils der Siedlungstyp) und zwei Gemarkungen, die den ehemaligen Gemeinden entsprechen:
- Hafenlohr (Pfarrdorf) (1.402 Einwohner)[5]
- Windheim (Kirchdorf) mit
  - Bahnbrückenmühle (Einöde)
  - Diana (Einöde)
  - Einsiedel (Weiler)
  - Hubertushöhe (Einöde)
  - Lindenfurterhof (Einöde)
  - Torhaus Breitfurt (Einöde)

### Gewässer
Die Hafenlohr mündet in Hafenlohr in den Main.

### Nachbargemeinden
| Forst Lohrerstraße (Gemeindefreies Gebiet)             | Stadt Rothenfels                            |                       |
| Fürstlich Löwensteinscher Park (Gemeindefreies Gebiet) | Kompassrose, die auf Nachbargemeinden zeigt |                       |
| Gemeinde Esselbach                                     |                                             | Stadt Marktheidenfeld |

## Name

### Etymologie
Ihren Namen hat die Gemeinde Hafenlohr vom gleichnamigen Fluss Hafenlohr, der dem Main im Gemeindegebiet zufließt.
Der Fluss wurde aber erstmals, als Lara – nicht als Hafenlohr, in der Grenzbeschreibung des Klosters Neustadt am Main vom Jahr 772 erwähnt.

### Frühere Schreibweisen
Frühere Schreibweisen des Ortes aus diversen historischen Karten und Urkunden:
| - 1268 Lare - 1324 Lare - 1348 Niederlohre - 1354 Niedern Löhr - 1376 Hefnerlor - 1470 Nydernlore | - 1494 Heffnerlore - 1505 Hafnerlore - 1516 Haffenlor - 1800 Hafenlohr |

## Geschichte

### Bis zur Gemeindegründung
Erste urkundliche Erwähnung von Hafenlohr, ist im Jahr 1268, als villa Lare. 
Als Teil des Oberamtes Rothenfels des Hochstiftes Würzburg fiel Hafenlohr bei der Säkularisation an die Grafen Löwenstein-Wertheim. Beide gehörten ab 1500 zum Fränkischen Reichskreis. Durch die Mediatisierung 1806 kam es an das Fürstentum Aschaffenburg, mit welchem es 1814 an das Königreich Bayern fiel. Im Zuge der Verwaltungsreformen in Bayern entstand mit dem Gemeindeedikt von 1818 die heutige Gemeinde.

### Verwaltungsgeschichte
Im Jahre 1862 wurde das Bezirksamt Marktheidenfeld gebildet, auf dessen Verwaltungsgebiet Hafenlohr lag. 1939 wurde wie überall im Deutschen Reich die Bezeichnung Landkreis eingeführt. Hafenlohr war dann eine der 47 Gemeinden im Landkreis Marktheidenfeld. Mit der Auflösung des Landkreises Marktheidenfeld kam Hafenlohr am 1. Juli 1972 in den neu gebildeten Landkreis Mittelmain, der zehn Monate später seinen endgültigen Namen Landkreis Main-Spessart erhielt.

### Eingemeindungen
Im Zuge der Gebietsreform in Bayern wurde am 1. Januar 1974 die Gemeinde Windheim eingegliedert.

### Einwohnerentwicklung
Im Zeitraum 1988 bis 2018 stieg die Einwohnerzahl von 1724 auf 1851 um 127 Einwohner bzw. um 7,4 %.
- 1961: 1634 Einwohner, davon in Windheim 467[9]
- 1970: 1804 Einwohner, davon in Windheim 467[9]
- 1987: 1721 Einwohner
- 1991: 1782 Einwohner
- 1995: 1850 Einwohner
- 2000: 1877 Einwohner
- 2005: 1833 Einwohner
- 2010: 1841 Einwohner
- 2015: 1860 Einwohner
- 2016: 1866 Einwohner
- 2024: 1755 Einwohner[10]
- 2025: 1759 Einwohner[11]

## Religion
Hafenlohr ist katholisch geprägt. Zum Dekanat Lohr (Bistum Würzburg) gehören die Pfarrei St. Jakobus der Ältere im Hauptort der Gemeinde und die Kuratie St. Cyriakus in Windheim.

## Politik
Die Gemeinde ist Mitglied der Verwaltungsgemeinschaft Marktheidenfeld.

### Gemeinderat
Die Gemeinderatswahl 2020 erbrachte folgende Ergebnisse:
- CSU: 48,63 %, 6 Sitze
- SPD/Bürgerliste: 13,26 %, 2 Sitze
- Freie Wählergemeinschaft Hafenlohr/Windheim 38,11 %, 4 Sitze

### Bürgermeister
Erster Bürgermeister ist seit 1. Mai 2008 Thorsten Schwab (CSU); er wurde am 15. März 2020 mit 70,5 % der Stimmen wieder gewählt.

### Steuereinnahmen
Die Gemeindesteuereinnahmen betrugen im Jahr 1999 umgerechnet 952.000 Euro, davon betrugen die Gewerbesteuereinnahmen (netto) umgerechnet 126.000 Euro.
Im Jahr 2008 betrugen die Steuereinnahmen rund 1,45 Millionen. Euro, darin enthalten waren 415.000 Euro Gewerbesteuer. Der Gesamthaushalt der Gemeinde Hafenlohr beträgt etwa 3,5 Millionen. Euro jährlich.

### Wappen

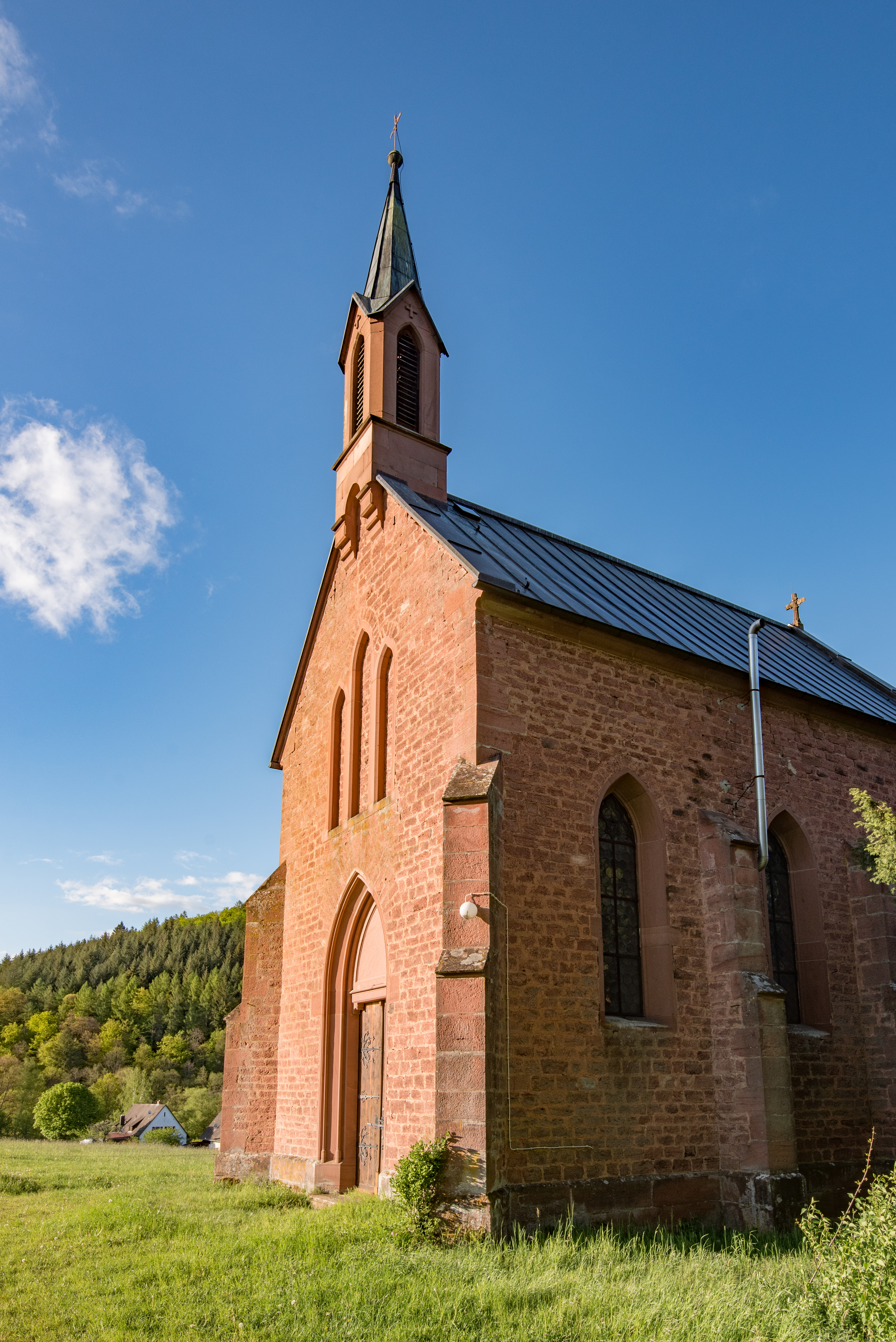
Kapelle bei Einsiedel

| Wappen von Hafenlohr | Blasonierung: „In Rot ein goldener Henkeltopf über einem durchgehenden silbernen Wellenbalken.“ |
| Wappen von Hafenlohr | Wappenbegründung: Der Henkeltopf steht redend für den Ortsnamen, der sich zum einen von dem gleichnamigen Spessartflüsschen ableitet, das hier in den Main mündet, zum anderen von der seit spätestens Anfang des 15. Jahrhunderts betriebenen Hafnerei. Dieses Gewerbe brachte dem Ort einen wirtschaftlichen Aufschwung. Die Farben weisen auf die einstigen Herrschaftsinhaber hin. Die Farben Rot und Gold erinnern an die Grafen von Rieneck, die seit der Mitte des 12. Jahrhunderts im Gemeindegebiet belegt sind. Nach dem Aussterben der Linie Rieneck-Rothenfels 1333 fiel das Lehen an das Hochstift Würzburg. Darauf beziehen sich die Farben Silber und Rot. Das Wappen wurde von Friedrich Merzbacher gestaltet. Das Wappen wurde am 30. Januar 1957 genehmigt. |

## Wirtschaft einschließlich Land- und Forstwirtschaft

### Arbeitsplätze
2017 gab es in der Gemeinde 493 sozialversicherungspflichtige Arbeitsplätze. Von der Wohnbevölkerung standen 784 Personen in einem versicherungspflichtigen Beschäftigungsverhältnis. Damit war die Zahl der Auspendler um 291 Personen größer als die der Einpendler. 21 Einwohner waren arbeitslos.

### Industrie
Die Paidi Möbel GmbH, die Kindermöbel herstellt, hat ihren Sitz in Hafenlohr.

### Landwirtschaft
Im Jahr 2016 bestanden 7 landwirtschaftliche Betriebe.

### Verkehr und Tourismus

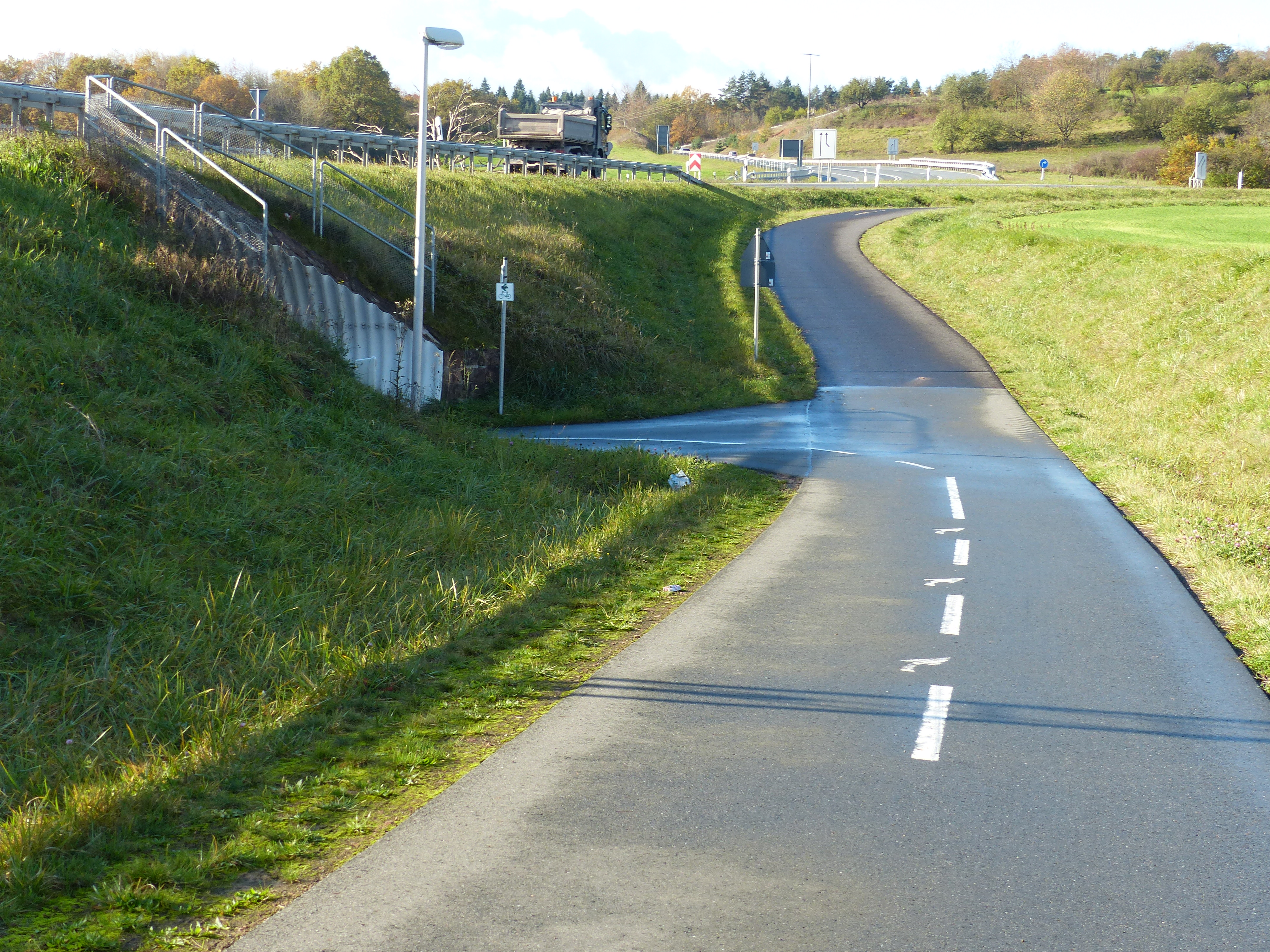
In Deutschland selten: Mittellinie auf dem Fahrrad- und Wirtschaftsweg von Hafenlohr zur Mainbrücke

Der Ort Hafenlohr liegt an der Mündung des bei Wanderern und Radtouristen beliebten Hafenlohrtals ins Maintal.
Wenige hundert Meter südlich des Kernortes verbindet die Brücke der Kreisstraße MSP 45 die Staatsstraßen 2315 und das Hafenlohrtal am rechten Mainufer mit der Staatsstraße 2299 und dem Main-Radweg auf dem linken Ufer.
Hafenlohr hatte einen Bahnhof an der 1976 für den Personenverkehr stillgelegten und inzwischen abgetragenen Bahnstrecke von Lohr nach Wertheim.

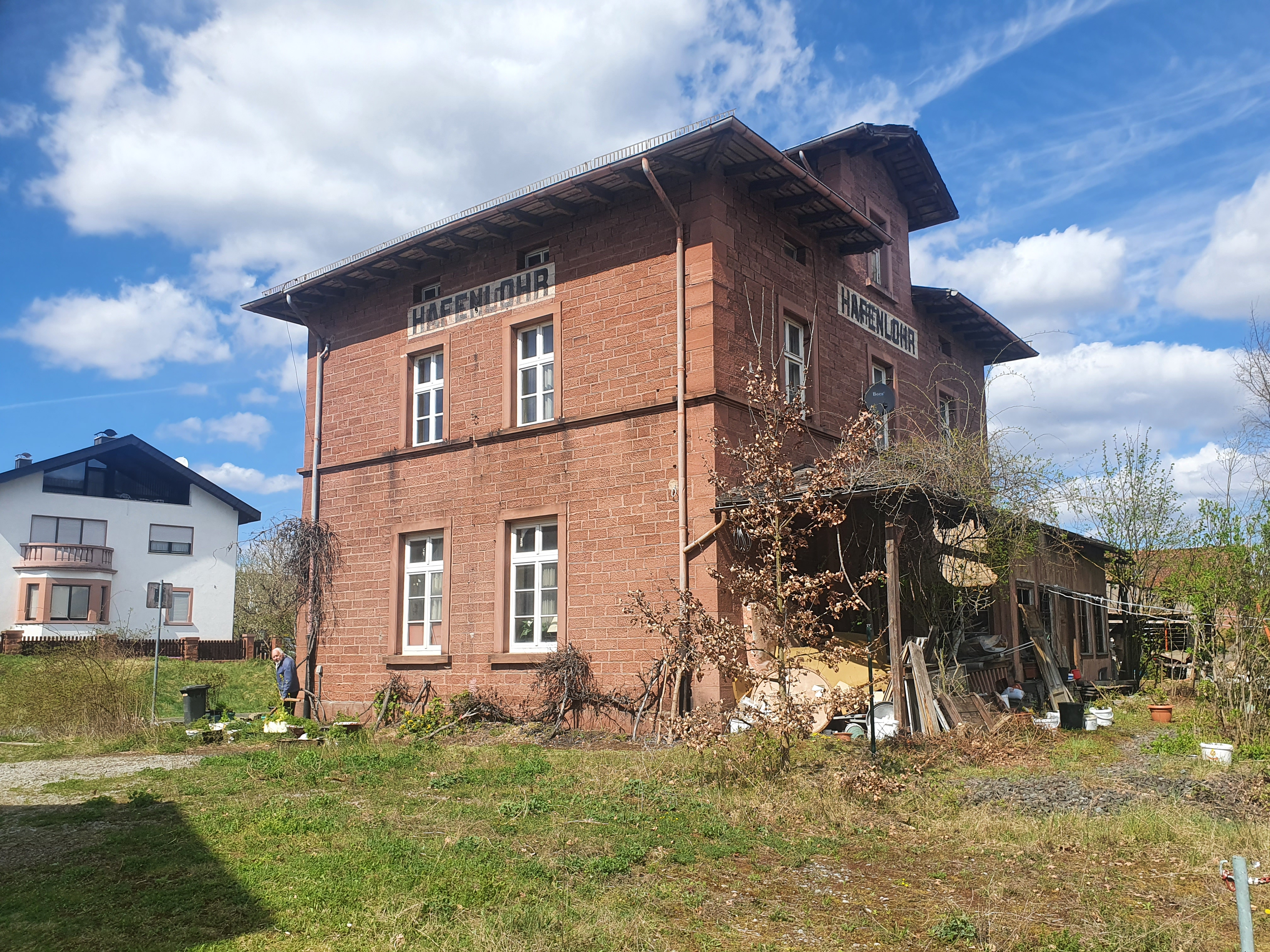
Der ehemalige Bahnhof in Hafenlohr, inzwischen in Privatbesitz

## Bildung und Kultur

### Bildung
Es gibt folgende Einrichtungen (Stand: 2018):
- Eine Kindertageseinrichtung mit 100 genehmigten Plätzen und 78 Kindern, davon 24 unter drei Jahren
- Eine Grundschule mit vier Klassen, fünf Lehrkräften und 88 Schülern

### Öffentliche Einrichtungen
- Technisches Hilfswerk Ortsverband Marktheidenfeld
- Freiwillige Feuerwehren Hafenlohr und Windheim
- Stützpunkt der Straßenmeisterei Lohr am Main[18]

## Persönlichkeiten
In Hafenlohr wurden geboren:
- Lydia Westrich (* 1949), deutsche Politikerin (SPD)
- Dieter Flögel (1953–2022), Radrennfahrer